# Grad Ponferrada
Grad Ponferrada stoji v španskem mestu Ponferrada, comarca El Bierzo, provinca Leon, Španija. Stoji na hribu ob sotočju rek Boeza in Sil.

## Zgodovina
Templjarski grad stoji na nekdaj verjetno keltskem gradišču, na položaju, podobnem drugih v El Bierzu. Kasnejše domneve kažejo, da je šlo morda za rimsko in vizigotsko lokacijo.
Zgrajen je v romanskem slogu. Okoli leta 1178 je kralj Fernando II. Leonski dovolil templjarjem, da ustanovijo encomiendo v današnji Ponferradi. Leta 1180 je kralj izdal listino o ponovni naselitvi mesta, ki je nastalo stoletje prej in dokumentiral prvo utrdbo okoli leta 1187.
Alfonz IX. Leonski je leta 1198 ponovno zavzel Ponferrado od templjarjev, ker so podpirali njegovega nasprotnika Alfonza VIII. Kastiljskega Leta 1211 so templjarji dobili Ponferrado v zameno za nekaj gradov.
V času vladavine Fernanda IV. Kastiljsko-leonskega je v Franciji potekal proces proti templjarjem, kar je povzročilo razpustitev Reda. Da bi se izognil posledični zaplembi Ponferrade, je leonski mojster templja Rodrigo Yánez izročil mesto infantu Don Felipeju, kraljevemu bratu.
Leta 1340 je Alfonz XI. Katiljski podaril Ponferrado Pedru Fernándezu de Castru (z vzdevkom El de la Guerra), svojemu glavnemu upravitelju, ki je začel graditi tako imenovani stari grad Ponferrada. Ponferrada in njen grad sta se nadaljevala v moči galicijske veje Castro do leta 1374. Od tega leta naprej je ostal v lasti različnih in zaporednih članov kraljeve družine.
Leta 1440 je Ponferrada prešla k Pedru Álvarezu Osoriou, 1. grofu Lemosa, ki je to zahteval že dolgo. Ta pomembni galicijski lik iz 15. stoletja je izvajal velika dela, ki tvorijo sedanjo trdnjavo Ponferrada, ki vključuje: grad, tako imenovani Stari grad, obzidje s pregradami in renesančno palačo.
Po različnih sporih in tožbah med dediči Pedra Álvareza Osoria, Juane Osorio - hčerke iz njegovega drugega zakona z Marijo de Bazán - in Rodriga Enríqueza Osoria, drugega grofa Lemosa - njegovega nezakonskega vnuka -, sta katoliška kralja podelila Ponferrado Juani Osorio. Rodrigo Osorio ni upošteval te resolucije in grad po obleganju leta 1485 zasedel in tako sprožil upor proti kraljema. Krona se je odzvala tako, da je pod vodstvom admirala Kastilije oblikovala pomembno vojsko - 600 suličarjev in pet do šest tisoč peonov - da bi zavzela vse trge in mesta v Bierzu, ki so podpirala grofa. Ko se slednji ni predal, je bila na trdnjava Ponferrada deležna ostrega topniškega obleganja, ko so jo napadli poleti 1486. Potem ko je Ponferrada pripadla katoliškima monarhoma - pred obleganjem trdnjave je kupil pravice do mesta od Ponferrade od done Marie de Bazán in njenih otrok za 23 milijonov maravedov - so se na trdnjavi  začela popravila in okrepitev, saj je začasno postala rezidenca prvega župana Ponferrade in Corregidorja iz El Bierza Juana de Torres de Navarra, bratranca monarhov.
V 17. in 18. stoletju je grad v imenu krone vodil sodnik.
Od leta 1850 se je za grad začelo obdobje strmega propada: mestna uprava je prodala obzidje in kamen uporabila kot gradbeni material. Grajsko dvorišče je bilo delno oddano kot pašnik, včasih pa tudi kot nogometno igrišče. Nazadnje je leta 1924 dobil status nacionalnega spomenika (Bien de Interés Cultural) in s tem upočasnil poslabšanje.

## Opis
V grajskem okolju sta v obliki nepravilnega mnogokotnika ločena dva dela: severni del iz 12. stoletja in preostali del, zgrajen v 15. stoletju, z nekaterimi deli, izvedenimi v 19. in 20. stoletju. V starih časih je bil grad obdan z jarkom, razen na severozahodnem kraku, kjer je reka izpolnjevala enako funkcijo.
V notranjosti je skupina utrdb iz 12. stoletja templjarskega izvora: ostanki barbakana ob dostopu na dvorišče, ki se mu odpira eliptični stolp, del paseo de ronda, stolp v treh nadstropjih, stolp Malvecino in še en stolp, v katerem izstopajo vrata s koničastim lokom, velike umetniške vrednosti.
Severozahodna fasada predstavlja neprekinjen parapet, ki se konča v stolpu Moclín, z nepravilnim šestkotnim tlorisom. Pod njim je bil odprt nov krog, ki je branil podzemlje, ki je grad povezovalo s cisterno v stolpu albarrana.
Glavno fasado zidano iz naravnega kamna, sestavljata  dva  stolpa, ki obdajata širok polkrožni lok. Za tem lokom so stala dostopna vrata na teraso, v kateri je na levi strani obzidje, s katerega se lahko dostopa do dvorišča, danes prekritega z ruševinami.
Pred vstopom na dvorišče je obrambna ograda, ki vodi do stolpa Cabrera, ki je na jugu in je povezan s prvo obrambno črto na vzhodni strani, na sredini katere stoji polkrožni stolp, namenjen za ječe in komunikacijo z drugo obrambno linijo. Obzidje se nadaljuje proti severu in doseže še en kvadratni stolp pred dostopom do stolpa Malvecino iz 15. stoletja.
V osrednjem dvorišču, pritrjenem na drugo obrambno linijo, je več objektov, na primer Galerija de los Azulejos, porušena in prekrita z ruševinami, ker je leta 1811 ukaz kraljestva odredil, da se notranje prostore uniči (škoda ne bi smela biti velika, ker so leta 1815 v njenih dvoranah ponujali društveni ples), in ga je leta 1848 mestni svet Ponferrade s čelnim nasprotovanjem komisije za spomenike Ponferrada začel uporabljati kot lokalni kamnolom in tisoč drugih kaznivih dejanj, ki so dosegla vrhunec leta 1923, ko so njegove zidove razstrelili za gradnjo športnega igrišča.
- Grad v risbi in litografiji Parcerisa v Recuerdos y bellezas de España (spominih in lepotah Španije) (1855)
- Grafika gradu iz 19. stoletja
- Pogled na grad
- Obrobni ostanki krožnih konstrukcij znotraj gradu Ponferrada. Domnevajo, da so predrimske.